# 第二次世界大战中英国陆军师列表

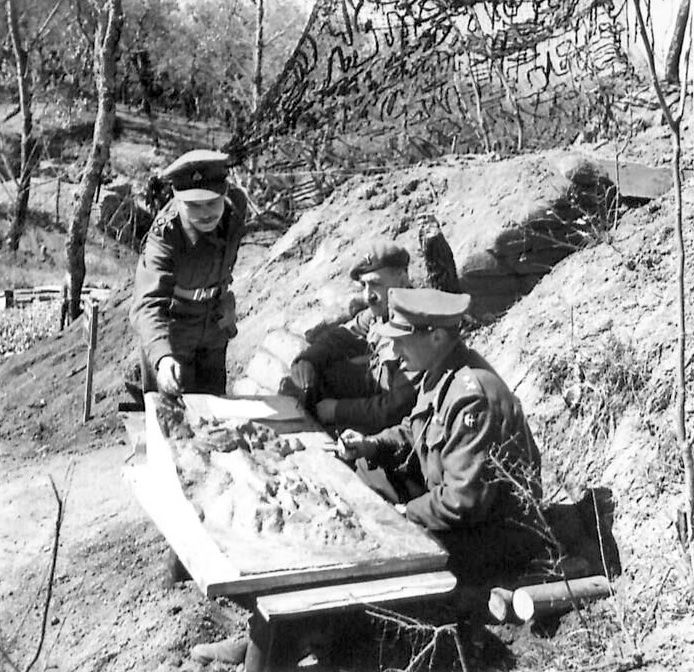
第二次世界大战期间，英国师级部队由少将指挥。图中第78步兵师指挥官查尔斯·基特利少将（右）于1944年4月意大利卡西诺山战役期间正在规划该师下一步作战行动。

第二次世界大战期间，大多数参战国使用的基本战术编队是师级部队。这是一种自给自足的作战编队，拥有战斗所需的所有兵种，并配备专属的炮兵、工兵、通信和后勤部队。1939年9月3日战争爆发时，英国拥有2个装甲师、24个步兵师和7个防空师。这些防空师在作战职能上无法与步兵师等战斗部队相提并论。同年9月，英国陆军宣布将组建55个师（包含装甲师、步兵师和骑兵师的混合编制）以对抗德国。其中32个师由英国本土提供，其余部队将由各自治领和印度组建。
1941年，这一目标调整为57个师，其中英国需提供36个。到1941年底，英国已完成配额。战争期间共组建了85个师级部队，但它们并非同时既存且不全是战斗部队。例如第12师就是为保护作战部队后方交通线而组建。部分师是由原有师种改编而成，如第42（东兰开夏）步兵师被改编为第42装甲师。其他如第79装甲师并非战斗部队，而是作为分散作战部队的行政管理部门既存。这85个师级部队包括2个空降师、12个防空师、11个装甲师、1个骑兵师、10个海岸防卫师（即郡师）和49个步兵师。至1945年战争结束时，英国陆军保有24个师。

## 背景
在两次世界大战之间的时期，英国陆军分为两个分支：正规军（战争初期拥有224,000名现役人员和173,700名预备役）以及兼职性质的地方军（拥有438,100名现役人员和约20,750名预备役）。以营级建制为主体的正规军主要任务是维持大英帝国的治安与驻防。当时各主要军事强国的基本战术编队是师级部队，这些自给自足的作战编队配备战斗所需的所有支援力量，包括专属炮兵、工兵、通信和后勤部队。英国政府在整个战间期大部分时间里都认为不太可能发生针对欧洲对手的大陆战争，因此未曾考虑组建多师建制的远征军。
1939年，英国正规军编有7个步兵师和2个装甲师，其中两个步兵师是为镇压1936至1939年巴勒斯坦阿拉伯暴动而组建的。英国政府计划将领土军作为扩充陆军师级部队的主要途径。但在战间期，政府削减了领土军的经费与规模。至1936年，当局认定该部队无法在未来三年内实现现代化或做好欧洲战争准备，因而暂停了后续拨款。1939年初，领土军拥有12个步兵师。随着1939年3月德国占领捷克斯洛伐克残余领土，英国政府命令领土军扩编至24个师。到1939年9月二战爆发时，其中部分师已完成组建，其余部队仍在整编中。
1939年9月8日，英国陆军宣布将组建55个师作为英国远征军（BEF）部署至法国对德作战。其中32个师来自英国陆军，其余由各自治领（如加拿大陆军）和英属印度陆军提供。计划在战争第一年完成20个师的全装备部署，两年内完成全部55个师的部署。英国本土部队将由扩编后的领土军及驻英正规军师组成。至1940年5月，远征军仅包含13个师。战役后期阶段，临时组建了由后方人员构成的博曼师。由于法国战役的失败及敦刻尔克撤退后远征军撤回英国，原定部署计划未能实现。第51（高地）步兵师在法国战役中损失，后通过将第9（高地）步兵师更名重组。远征军撤回英国后，有4个步兵师被解散以补充其他部队。英国陆军同时加强了非洲军团（尼日利亚军团、黄金海岸军团和国王非洲步枪团）的招募，于1940年中期在非洲组建了两个师。
1941年1月，原定55个师的目标增至58个，3月6日又削减至57个，其中英国需提供36个师。1941年间，北非战场的第2装甲师遭击溃，其指挥部被俘。至年底，英国陆军保有37个现役师（1个空降师、9个装甲师和27个步兵师）。1942年2月15日，新加坡战役后第18步兵师被日军俘虏。装备短缺制约了部队扩充，驻英本土的多个师被缩编以向前线作战部队输送兵员。到1943年，前线部队不得不通过拆解其他师级部队来获得补充兵源。同年，随着非洲军团继续扩编，新增了3个师级部队。至1944年，英国仍保有35个师，其中18个用于训练或作为后备补充兵源。1944年年中，陆军已无足够兵员补充前线步兵部队的损失，遂从皇家炮兵和皇家空军抽调人员转训为步兵，并解散更多部队以提供所需补充兵。到1944年底，陆军缩编至26个师：5个装甲师和21个步兵师（含空降师）。战争最后一年，这个数字进一步降至24个师。

## 空降师

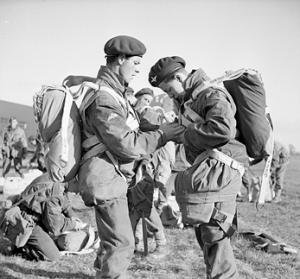
1944年英国伞兵训练场景

1940年法国战役期间，德国空降部队的表现给英国首相温斯顿·丘吉尔留下深刻印象，他下令组建一支5000人的伞兵部队。小规模突击行动巨人行动取得的有限成功促使这支部队进一步扩编，并额外要求组建一支10000人的滑翔机部队。直到1943年才完成该部队规模的招募工作，此时已组建了两个空降师。每个空降师下辖三个旅：两个伞兵旅（各含三个伞兵团下属的营）以及一个由三个步兵营组成的机降旅（通过滑翔机投入战斗）。首批伞兵营由英国各军种志愿者组成。随着空降部队扩编，部分步兵营被选调改编为伞兵营，士兵可选择自愿加入伞兵服役或被分配至新部队。新建的伞兵营通过其他部队志愿者补充满编。机降步兵营则由现役步兵部队直接改编为滑翔机步兵部队，士兵无权选择退出。 

根据战时编制规定，每个空降师的纸面兵力为12,148人，并配备大量自动武器。编制要求配备7,171支李-恩菲尔德栓动步枪、6,504支斯登冲锋枪、966挺布伦轻机枪和46挺维克斯中型机枪。每个师还应装备392具PIAT反坦克武器、525门迫击炮、100门反坦克炮以及27门75（3.0英寸） M116榴弹炮。每师获准配备6,000余辆车辆——主要是吉普车、摩托车和自行车，但也包括22辆领主式轻型坦克。重型装备通过滑翔机运输。
| 编制名称   | 编成日期      | 撤编日期 | 师级徽章 | 服役地点                         | 著名战役                           | 备注 | 来源          |
| ---------- | ------------- | -------- | -------- | -------------------------------- | ---------------------------------- | --- | ------------- |
| 第一空降师 | 1941年11月1日 | 1945年   |          | 英国、突尼斯、意大利、荷兰、挪威 | 突尼斯、意大利、市场花园行动       | 该师直至1943年4月才达到满编状态。在经历阿纳姆战役重大伤亡后，其编制从三个旅缩减为两个旅。德国投降后，该师被派往挪威维持秩序，并于战争结束前的1945年8月返回英国。 | [ 43 ] [ 44 ] |
| 第六空降师 | 1943年5月3日  | 不适用   |          | 英国、法国、德国                 | 诺曼底、大学行動、西方盟军入侵德国 | 该师于德国境内迎来战争结束。 | [ 43 ] [ 45 ] |

## 防空师

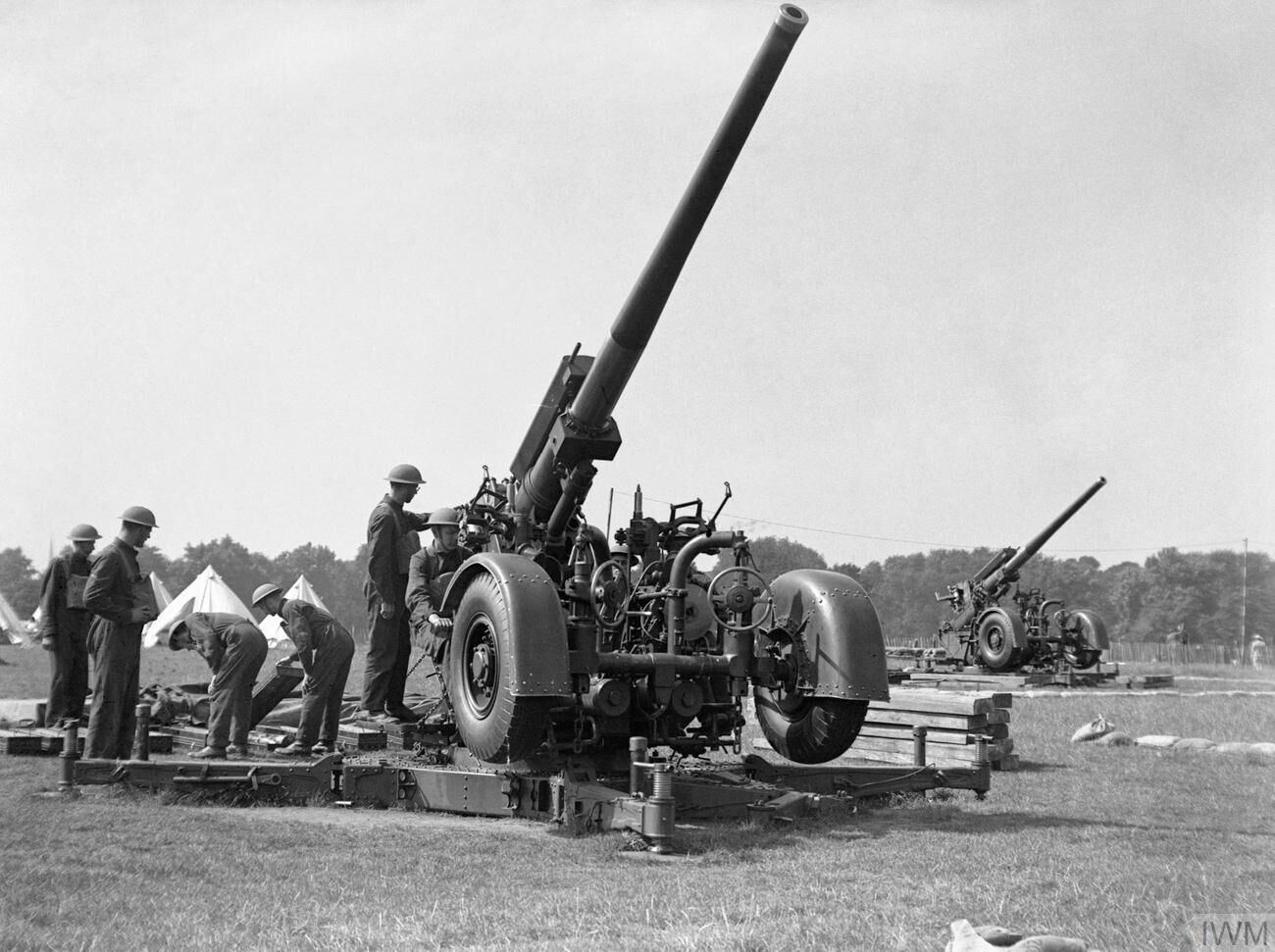
伦敦市中心部署的3.7英寸重型高射炮

1935年至战争爆发期间，英国陆军组建了防空师。这些部队属于领土军编制，其职能无法与步兵师等常规部队相提并论。每个防空师负责特定防区，范围可达数百乃至数千平方英里。各师在兵力规模、下辖旅级部队数量及武器配置方面差异显著：例如第1防空师负责伦敦防空，而第3防空师需同时防卫苏格兰与北爱尔兰。1939年9月时，防空司令部下属7个师仅配备695门重型高射炮（计划数为2,232门）和253门轻型高射炮（编制为1,200门），探照灯数量为2,700具（建议配置4,700具）。至1941年，各师重型高射炮增至1,691门，轻型高射炮940门，探照灯4,532具。战争初期这些师及其指挥体系共106,690人，1940年7月增至157,319人，1941年年中已超30万人。1942年10月，作为防空指挥体系改革的一部分，所有防空师均被解散，由7个防空集群取代，此举旨在精简编制、节约兵力并提升作战灵活性。
| 编制名称   | 编成日期   | 撤编日期   | 师级徽章 | 服役地点 | 著名战役               | 来源                 |
| ---------- | ---------- | ---------- | -------- | -------- | ---------------------- | -------------------- |
| 第1防空师  | 既存       | 1942年10月 |          | 英国     | 不列顛戰役、伦敦大轰炸 | [ 50 ]               |
| 第2防空师  | 既存       | 1942年10月 |          | 英国     | 不列顛戰役、伦敦大轰炸 | [ 49 ] [ 51 ]        |
| 第3防空师  | 既存       | 1942年10月 |          | 英国     | 不列顛戰役、伦敦大轰炸 | [ 49 ] [ 51 ]        |
| 第4防空师  | 既存       | 1942年10月 |          | 英国     | 不列顛戰役、伦敦大轰炸 | [ 49 ] [ d ]         |
| 第5防空师  | 既存       | 1942年10月 |          | 英国     | 不列顛戰役、伦敦大轰炸 | [ 49 ] [ 53 ]        |
| 第6防空师  | 既存       | 1942年10月 |          | 英国     | 不列顛戰役、伦敦大轰炸 | [ 49 ] [ 54 ]        |
| 第7防空师  | 既存       | 1942年10月 |          | 英国     | 不列顛戰役、伦敦大轰炸 | [ 49 ] [ 55 ] [ 56 ] |
| 第8防空师  | 1940年10月 | 1942年10月 |          | 英国     | 伦敦大轰炸             | [ 49 ] [ 57 ] [ 58 ] |
| 第9防空师  | 1940年10月 | 1942年10月 |          | 英国     | 伦敦大轰炸             | [ 49 ] [ 56 ] [ 57 ] |
| 第10防空师 | 1940年11月 | 1942年10月 |          | 英国     | 伦敦大轰炸             | [ 49 ] [ 56 ] [ 57 ] |
| 第11防空师 | 1940年11月 | 1942年10月 |          | 英国     | 伦敦大轰炸             | [ 49 ] [ 56 ] [ 57 ] |
| 第12防空师 | 1940年11月 | 1942年10月 |          | 英国     | 伦敦大轰炸             | [ 49 ] [ 56 ] [ 59 ] |

## 装甲师

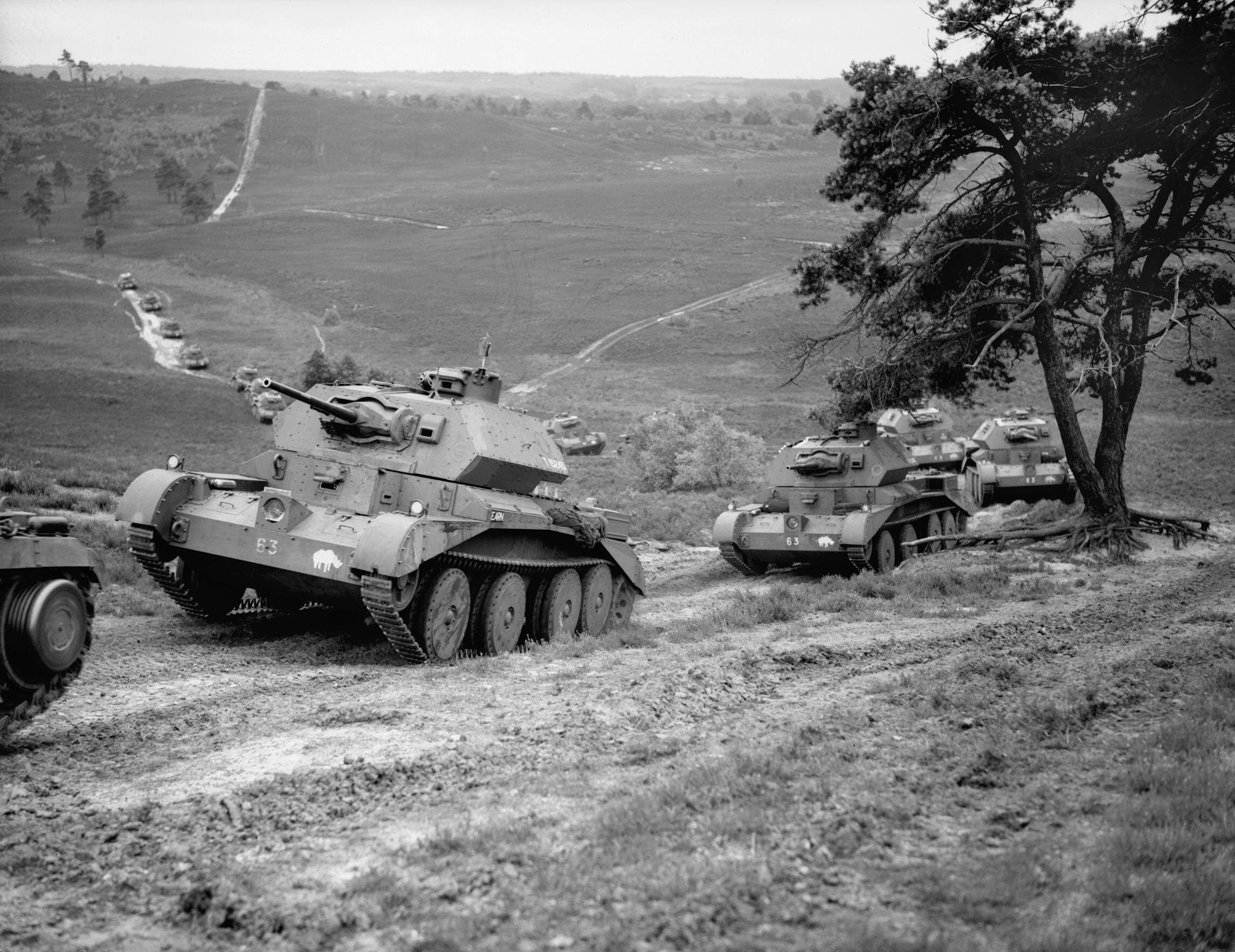
1940年第一装甲师演习中的Mk IV巡航坦克

1939年5月至第二次世界大战结束期间，装甲师经历了九次编制调整。1939年，一支装甲师计划配备110辆轻型坦克、217辆巡洋坦克、24辆配备榴弹炮用于近距离支援的巡洋坦克，以及2500辆其他车辆、9442名士兵和16门野战炮。1940年，编制调整为2辆轻型坦克、304辆巡洋坦克和36辆近距离支援坦克，以及2600辆车辆和10750名士兵。早期的装甲部队并未达到这些拟定的坦克数量。例如，1940年，第一装甲师在法国登陆时，仅有114辆轻型坦克和143辆巡洋坦克。第二装甲师在1940年末部署到中东之前，最多有256辆轻型坦克和54辆巡洋坦克。到1942年，一个师应由13235名士兵和230辆坦克组成，其中183辆为巡洋坦克，其余为支援用坦克，此外还有约3000辆其他车辆和48门野战炮。在战争的最后两年，编制定为14964名士兵、246辆中型坦克、63辆轻型坦克、27辆十字军自行高射炮坦克、27辆改装为炮兵观察所的坦克、24门野战炮、24门自行野战炮、54门反坦克炮和24门自行反坦克炮。例如，1944年7月，近卫装甲师、第7装甲师和第11装甲师的中型坦克数量平均为250辆。近卫装甲师有15600人，第7装甲师有15100人，第11装甲师有14400人。
装甲师的早期编制包括两个装甲旅（共六个装甲团）和一个由两个步兵营、工兵部队及炮兵组成的支援群。该师的设计初衷是利用步兵师在敌防线上打开的缺口。由于缺乏护卫坦克的步兵支援，这些装甲师被视为“坦克过重”。经历西部沙漠战役的多次挫败后，部队才进行重大改编。至1942年，该师演变为以单一装甲旅（下辖三个装甲团和一个摩托化步兵营）为核心，支援群被三营制步兵旅取代，并额外配属师属支援武器。但作战条令仍要求炮兵、步兵与坦克各自为战：炮兵负责压制敌方反坦克炮；步兵负责巩固占领区域或在复杂地形提供侧翼掩护；坦克则前出摧毁敌军坦克并破坏交通线。这种师级部队非但未能发挥突破缺口的作用，反而日益被当作突破敌防线的攻城槌使用。1944年6月部署至西北欧与意大利战场的装甲师在编制上出现分化：意战场的师属侦察团配备装甲车，而西北欧战场的侦察团主要装备克伦威尔坦克。自1944年6月起，意大利战场的装甲师通过整合或临时配属方式增编第二步兵旅。西北欧战场的装甲师未获得此类步兵增援，直至后续作战受挫后，军事策划者才意识到必须加强坦克与步兵的协同。1944年7月起，每个装甲团（含侦察团）与师属步兵营（来自步兵旅的三个营及装甲旅的摩托化步兵营）实施配对作战，尽管编制上仍维持原有旅级结构。
| 编制名称   | 编成日期       | 撤编日期       | 师级徽章 | 服役地点                                                         | 著名战役                                                                           | 备注 | 来源                        |
| ---------- | -------------- | -------------- | -------- | ---------------------------------------------------------------- | ---------------------------------------------------------------------------------- | --- | --------------------------- |
| 近卫装甲师 | 1941年6月17日  | 1945年6月12日  |          | 英国、法国、比利时、荷兰、德国                                   | 诺曼底、盟军从巴黎推进至莱茵河、市场花园行动、中欧会战                             | 该师于1945年6月12日改编为近卫师。 | [ 73 ] [ 74 ]               |
| 第1装甲师  | 既存           | 1945年1月11日  |          | 英国、法国、埃及、意属利比亚、突尼斯、意大利                     | 法国战役、西部沙漠战役、突尼斯战役、意大利战役                                     | 1943年4月5日，该师更名为第1英国装甲师，以区别于美军同名部队。1944年10月26日，该师停止作战编制，并于1945年1月11日正式解散。                                                                | [ 74 ] [ 75 ]               |
| 第2装甲师  | 1939年12月15日 | 1941年5月10日  |          | 英国、埃及、意属利比亚                                           | 西部沙漠                                                                           | 1941年4月8日，该师指挥部在轴心国攻势中被俘。残余部队被重新编组，该师于1941年5月10日正式解散。                                                                                             | [ 26 ] [ 76 ]               |
| 第6装甲师  | 1940年9月12日  | 未知           |          | 英国、突尼斯、意大利、奥地利                                     | 突尼斯战役、意大利战役                                                             | 该师最终在奥地利迎来战争结束。 | [ 76 ] [ 77 ]               |
| 第7装甲师  | 既存           | 未知           |          | 埃及、意属利比亚、突尼斯、意大利、英国、法国、比利时、荷兰、德国 | 西部沙漠、突尼斯、意大利、诺曼底、盟军由巴黎到莱茵的推进、中欧会战                 | 二战爆发时，该师由机动师改编为装甲师（埃及）；1940年2月16日正式更名为第7装甲师。战争结束时该师驻防德国。图中所示为该师在战争最后两年使用的部队徽章。                                      | [ 76 ] [ 78 ]               |
| 第8装甲师  | 1940年11月4日  | 1943年1月1日   |          | 英国、埃及                                                       | 未以师级建制参战                                                                   | 该师抵达埃及后始终未以完整建制投入作战。师部及部分直属部队参加了第二次阿拉曼战役。1943年1月1日该师在埃及解散，所属部队被分散补充至其他部队以维持其兵力规模。                              | [ 79 ] [ 80 ] [ 81 ] [ 82 ] |
| 第9装甲师  | 1940年12月1日  | 1944年7月31日  |          | 英国                                                             | 未参与实战                                                                         | 该师于1944年7月31日解散。 | [ 80 ] [ 83 ]               |
| 第10装甲师 | 1941年8月1日   | 1944年6月15日  |          | 巴勒斯坦、埃及、叙利亚                                           | 西部沙漠                                                                           | 该师由第1骑兵师改编重组而成，1944年6月15日在埃及解散。 | [ 80 ] [ 84 ]               |
| 第11装甲师 | 1941年3月9日   | 未知           |          | 英国、法国、比利时、荷兰、德国                                   | 诺曼底盟军由巴黎到莱茵的推进中欧会战                                               | 该师最终在德国境内迎来战争结束。 | [ 85 ] [ 86 ]               |
| 第42装甲师 | 1941年11月1日  | 1943年10月17日 |          | 英国                                                             | 未参与实战                                                                         | 该师由第42（东兰开夏）步兵师改编重组而成，1943年10月17日解散。 | [ 87 ] [ 88 ]               |
| 第79装甲师 | 1942年8月14日  | 未知           |          | 英国、法国、比利时、荷兰、德国                                   | 该师并非作为单一整体作战部队使用。其下属部队曾参与霸王行动及西线盟军进攻德国之战。 | 1943年4月，该师受命研发特种坦克（“霍巴特滑稽坦克”）并负责战术运用。作为霸王行动组成部分，该师登陆法国后其作战部队按需配属其他部队，但仍保留师级指挥与行政管辖权。战争结束时该师驻防德国。 | [ 86 ] [ 89 ]               |

## 骑兵师

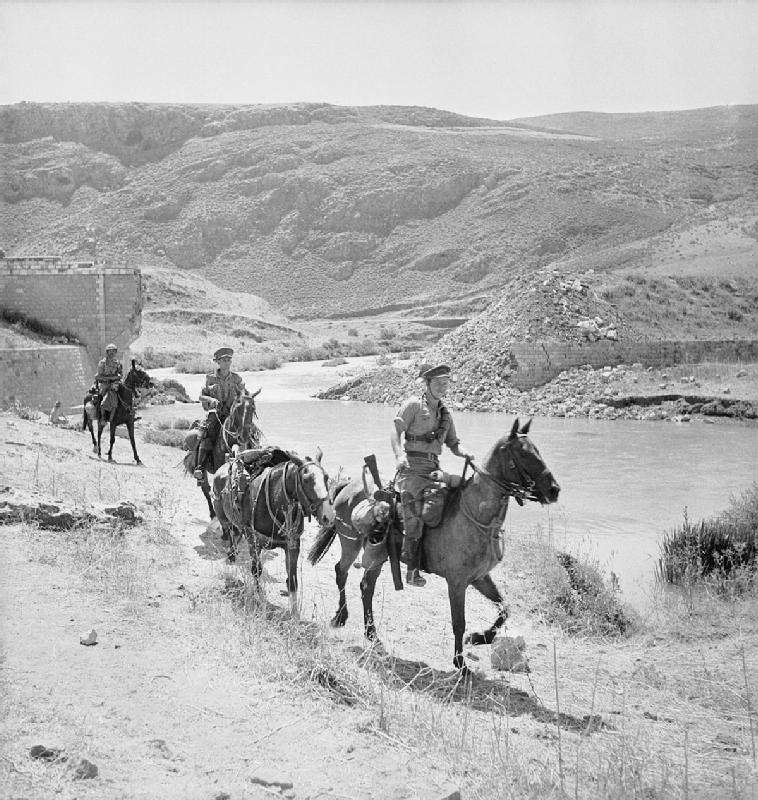
1941年第1骑兵师巡逻分队

战前英国军方曾向法国承诺，英国远征军将在开战六个月内派遣至少一个骑兵师参战。该师将由本土防卫军各团在战争爆发后组建而成。其战时编制为11,097名士兵、6,081匹军马及1,815辆车辆，下辖三个骑兵旅（每旅含三个骑兵团）。全师主要配备步枪，并得到203挺轻机枪、36挺中型机枪及48门野战炮支援。反坦克武器配置要求为247支反坦克步枪。作为唯一保留军马的师级部队，编制要求配备皇家陆军兽医部队的三个机动分队。作战条令规定该师应作为骑马步兵使用：借助马匹实施机动，下马投入战斗。
| 编制名称  | 编成日期       | 撤编日期     | 师级徽章 | 服役地点                                     | 著名战役         | 备注                                     | 来源   |
| --------- | -------------- | ------------ | -------- | -------------------------------------------- | ---------------- | ---------------------------------------- | ------ |
| 第1骑兵师 | 1939年10月31日 | 1941年8月1日 | 不适用   | 英国、法国、巴勒斯坦、外约旦、伊拉克、叙利亚 | 未以师级建制参战 | 1941年8月1日，该师改编重组为第10装甲师。 | [ 91 ] |

## 郡师

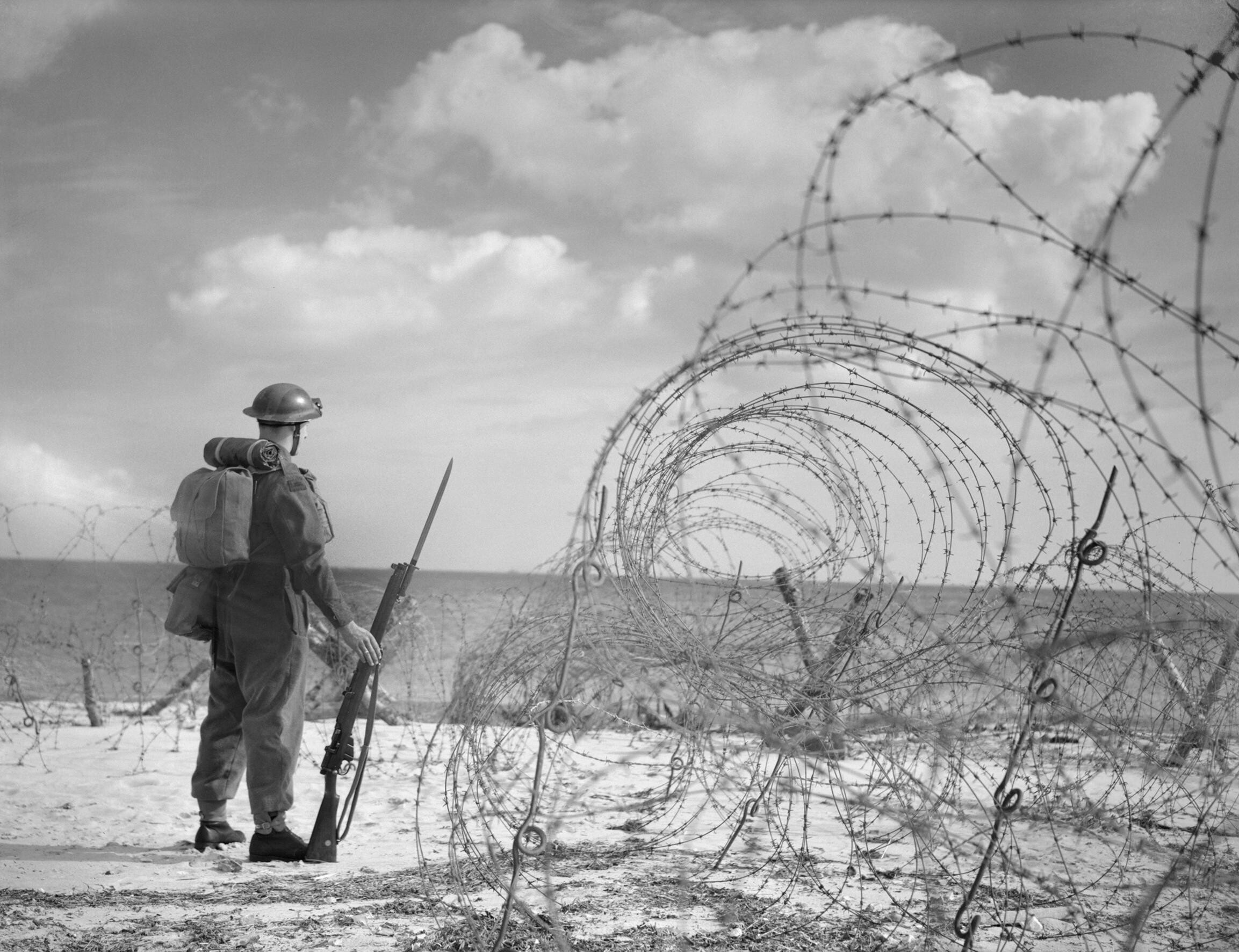
一名步兵站在海滩防御工事的铁丝网间眺望英吉利海峡。

1940年法国战役后，英国为应对轴心国可能的入侵展开备战。随着时间推移，陆军规模迅速扩大。新组建的步兵营被整合为郡师。这些约万人的编制负责防守国家受威胁地段的沿海区域并操作岸防炮。此类师级部队基本缺乏机动能力，且未配置师属炮兵、工兵与侦察部队。此举使常规步兵师得以从海岸防卫任务中脱身，在内陆组建用于反击敌军的预备部队。

这些部队在1941年6月德国入侵苏联后仍保持海岸防御职责；英国军事规划者认为若苏联溃败，德国将能轻易向西线调遣大量兵力。随着秋冬季节来临及英军新装备投产，这种威胁认知在1941年末逐渐消退。后者使陆军部得以通过组建额外装甲部队和特种部队来优化陆军结构平衡，郡级师因此被解散或改编。
| 编制名称           | 编成日期       | 撤编日期       | 师级徽章 | 服役地点 | 著名战役       | 备注 | 来源                    |
| ------------------ | -------------- | -------------- | -------- | -------- | -------------- | --- | ----------------------- |
| 德文郡和康沃尔郡师 | 1941年2月28日  | 1941年12月1日  |          | 英国     | 没有经历过战斗 | 1941年12月1日，该师改编为第77步兵师。                                                                              | [ 96 ] [ 100 ]          |
| 多塞特郡师         | 1941年2月24日  | 1941年12月31日 |          | 英国     | 没有经历过战斗 | 该师于1941年4月24日首次接管下属部队，1941年11月24日停止运作，并于1941年12月31日正式解散。                          | [ 100 ] [ 101 ]         |
| 达勒姆和北莱丁郡师 | 1941年3月12日  | 1941年12月1日  |          | 英国     | 没有经历过战斗 | 1941年12月1日，该师改编为达勒姆-北赖丁海岸防区，随即终止师级作战职能。                                             | [ 100 ] [ 102 ]         |
| 埃塞克斯郡师       | 1941年2月18日  | 1941年10月7日  |          | 英国     | 没有经历过战斗 | 该师由西苏塞克斯郡师改编而成，1941年10月7日解散。                                                                  | [ 100 ] [ 103 ]         |
| 汉普夏郡师         | 1941年2月28日  | 1941年12月31日 |          | 英国     | 没有经历过战斗 | 该师由汉普郡防区指挥部改编组建，1941年11月25日终止师级作战职能，并于1941年12月31日正式解散。                       | [ 100 ] [ 104 ]         |
| 林肯郡师           | 1941年2月24日  | 1941年12月31日 |          | 英国     | 没有经历过战斗 | 该师于1941年3月27日投入作战，1941年11月25日终止师级建制职能，并于1941年12月31日正式解散。                          | [ 105 ] [ 106 ]         |
| 诺福克郡师         | 1940年12月24日 | 1941年11月18日 | 未知     | 英国     | 没有经历过战斗 | 1941年11月18日，该师改编为第76步兵师。目前无法确认该师是否拥有独立徽章，亦或直接沿用改编为第76步兵师后的部队徽章。 | [ 107 ] [ 108 ]         |
| 诺森伯兰郡师       | 1941年2月24日  | 1941年12月21日 |          | 英国     | 没有经历过战斗 | 该师于1941年12月1日终止师级作战职能，并于1941年12月21日正式解散。                                                  | [ 106 ] [ 109 ]         |
| 西苏塞克斯郡师     | 1940年11月9日  | 1941年2月18日  |          | 英国     | 没有经历过战斗 | 该师由临时编组的“布罗克部队”（以步兵营为核心配属支援兵种）改编而成，1941年2月18日更名为埃塞克斯郡师。              | [ 106 ] [ 110 ] [ 111 ] |
| 约克郡师           | 1941年2月24日  | 1941年12月1日  |          | 英国     | 没有经历过战斗 | 该师于1941年3月19日投入作战，1941年12月1日改编为东赖丁防区，随即终止师级作战职能。                                 | [ 106 ] [ 112 ]         |

## 步兵师

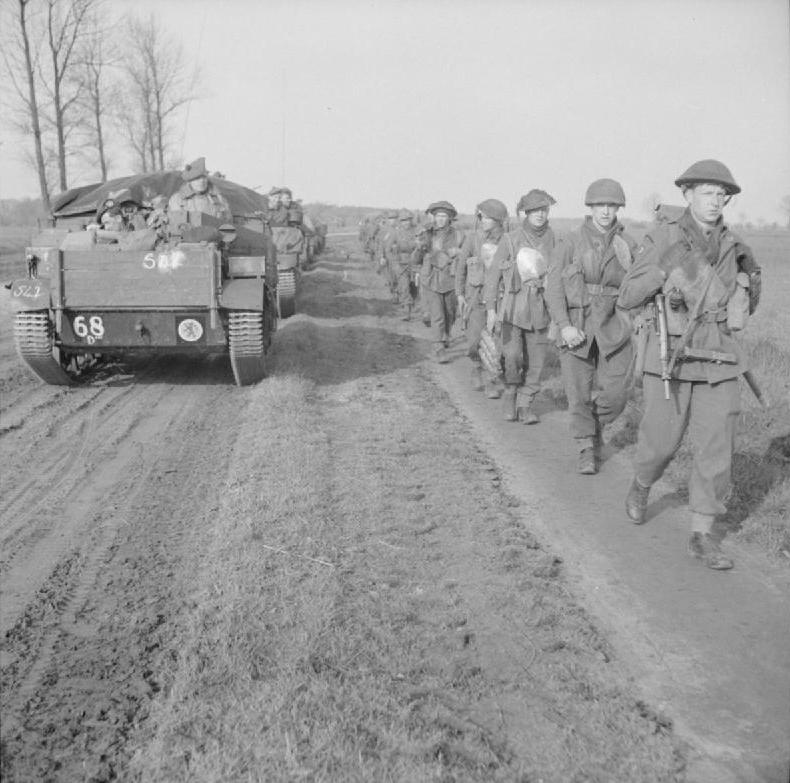
1945年英国步兵与通用运载车协同行进

步兵是英国陆军的骨干力量，其设计目标是具备机动能力并配备足够的建制炮兵以击败敌军。战争初期步兵分为两类：步兵师和摩托化师。每个步兵师下辖三个步兵旅和三个炮兵团。1939年这些师的编制为13,863人、72门野战炮和2,993辆车辆。摩托化师拥有两个摩托化步兵旅和两个炮兵团，编制为10,136人、48门野战炮和2,326辆车辆。步兵师的预期进攻用途是在独立坦克旅步兵坦克支援下突破敌方防线，随后由装甲师利用打开的缺口，攻占区域则由更快速机动的摩托化师负责巩固。摩托化师虽能运输全部步兵，但因人力与火力减少而弱于步兵师。法国战役后，英军吸收了实战经验，包括将标准师级部队统一为三旅制结构，并废除摩托化师编制。此项改编导致四个步兵师被解散，人员调拨至原摩托化师部队。  
陆军分为两个分支：全职正规军和兼职的国土防卫军，两者均维持师级编制。至1939年，国土防卫军的既定角色成为扩充陆军规模的唯一途径（与一战时期组建基奇纳新军的方式形成对比）。所有国土防卫军成员都必须签署普遍服役承诺书：英国政府有权部署该部队赴海外作战。这一制度避免了一战时期国土防卫军的复杂情况——其成员最初除非自愿否则无需离开英国本土服役。战前国土防卫军师级部队被称为“一线部队”。二战爆发前夕，一线部队奉命通过“复制”程序组建新部队，这些新部队被称为“二线部队”。规划者意图让一线部队超额招募（通过提高薪酬、取消阻碍先前招募的晋升限制、建造更优质营房以及增加晚餐配给等措施），随后以骨干人员为核心组建二线部队，并以此为基础扩编为师级部队。
1941年，各师被划分为高编制师和低编制师。前者计划部署海外作战，后者则限于本土静态防御且规模缩减。1941年，一个师的标准编制为17,298人，主要配备步枪，并增配451支冲锋枪、768挺轻机枪、48挺中型机枪、218门迫击炮、72门野战炮、48门反坦克炮、48门高射炮及4,166辆车辆。至1944年，编制扩充至18,347人，配备6,525支冲锋枪、1,162挺轻机枪、359门迫击炮、436具PIAT反坦克武器、72门野战炮、110门反坦克炮及4,330辆车辆。全师总兵力中约7,000人为前线步兵，其余配属各师属支援兵种及勤务部队。各师实际兵力既存显著差异：例如1941年托布鲁克围城战期间，第70步兵师达28,000人；1944年6月，剩余五个低编制师总兵力仅17,845人；而1944年7月高编制师第15（苏格兰）步兵师兵力为16,970人。
1942年，英国陆军对其步兵部队编制进行了实验性调整。通过撤编一个步兵旅并代之以一个坦克旅，将若干步兵师改编为“混成师”。该方案后被认定成效不彰，遂于次年废止。1943年间，陆军部计划为部队配备八个（装备步兵坦克的）坦克旅。这些旅将作为军级直属部队，视需要配属给步兵师。由于步兵坦克产量不足，最终仅编成三个此类旅。不过，陆军组建了若干（装备M4谢尔曼中型坦克的）独立装甲旅，其运用方式与坦克旅相同。在西北欧战场，步兵师可获得来自第79装甲师的专用坦克支援，这些装甲部队会根据需要配属给步兵师。
| 编制名称                 | 编成日期                    | 撤编日期                      | 师级徽章 | 服役地点                                                                                | 著名战役 | 兵种           | 备注 | 来源                            |
| ------------------------ | --------------------------- | ----------------------------- | -------- | --------------------------------------------------------------------------------------- | --- | -------------- | --- | ------------------------------- |
| 禁卫师                   | 1945年6月12日               | N/A                           |          | 西北欧战场                                                                              | 未参与实战 | 正规军         | 该师由禁衛裝甲師改编后在德国组建。 | [ 130 ] [ 74 ]                  |
| 第1步兵师                | 既存                        | N/A                           |          | 英国、法国、比利时、突尼斯、意大利、巴勒斯坦                                            | 法國戰役、突尼西亞戰役、義大利戰役                                                                                 | 正规军         | 该师最终在巴勒斯坦迎来战争结束。图中所示为该师使用的首枚部队徽章。 | [ 131 ] [ 132 ]                 |
| 第1非洲师                | 1940年7月24日 1941年8月20日 | 1940年11月24日 1941年11月23日 |          | 英属肯尼亚、意属索马里兰、阿比西尼亚                                                    | 未参与实战 | 正规军         | 该师由尼日利亚及英属东非殖民地招募士兵组建，1940年11月24日改编为第11（非洲）师。1941年8月20日于肯尼亚重组，同年11月23日再度解散。                                                                                   | [ 133 ] [ 134 ] [ 135 ]         |
| 第1伦敦师                | 既存                        | N/A                           |          | 英国、伊拉克、巴勒斯坦、突尼斯、意大利、埃及、意大利-利比亚                             | 突尼西亞戰役、義大利戰役                                                                                           | 一线国土防卫军 | 战争初期该师为摩托化师编制，1940年7月改编为步兵师，同年11月16日更名为第56（伦敦）步兵师。战争结束时该师驻防意大利。                                                                                                 | [ 136 ] [ 137 ]                 |
| 第2步兵师                | 既存                        | N/A                           |          | 英国、法国、比利时、英属印度、缅甸                                                      | 法國戰役、科希瑪戰役、缅甸战役                                                                                     | 正规军         | 该师最终在印度迎来战争结束。 | [ 138 ] [ 132 ]                 |
| 第2非洲师                | 1940年7月19日               | 1940年11月24日                |          | 东非、意属索马里兰、阿比西尼亚                                                          | 未参与实战 | 正规军         | 该师由黄金海岸及英国东非殖民地招募士兵组建，1940年11月24日改编为第12（非洲）师。 | [ 134 ] [ 139 ] [ 135 ]         |
| 第2伦敦师                | 既存                        | N/A                           |          | 英国                                                                                    | 未参与实战 | 二线国土防卫军 | 该师作为第1伦敦师的复制部队组建。战争初期为摩托化师编制，1940年6月改为步兵师，同年11月21日更名为第47（伦敦）步兵师。1941年12月转为低编制师，1944年8月31日解散后，于9月1日重组为第47步兵（预备役）师——一个训练部队。 | [ 140 ] [ 141 ] [ 142 ]         |
| 第3步兵师                | 既存                        | N/A                           |          | 英国、法国、比利时、荷兰、德国                                                          | 法國戰役、霸王行动、盟軍由巴黎到萊茵的推進、西方盟军入侵德国                                                       | 正规军         | 该师最终在德国境内迎来战争结束。 | [ 143 ] [ 132 ]                 |
| 第4步兵师                | 既存                        | N/A                           |          | 英国、法国、比利时、突尼斯、埃及、意大利、希腊                                          | 法國戰役、突尼西亞戰役、義大利戰役、希腊内战                                                                       | 正规军         | 图中所示为该师首枚部队徽章。该师最终在希腊迎来战争结束。 | [ 144 ] [ 145 ]                 |
| 第5步兵师                | 既存                        | N/A                           |          | 英国、法国、比利时、英属印度、伊拉克、伊朗、叙利亚、埃及、意大利、巴勒斯坦、德国        | 法國戰役、西西里島戰役、義大利戰役、西方盟军入侵德国                                                               | 正规军         | 该师最终在德国境内迎来战争结束。 | [ 145 ] [ 146 ]                 |
| 第6步兵师                | 1939年11月3日 1941年2月17日 | 1940年6月17日 1941年10月10日  |          | 埃及、巴勒斯坦、希腊、叙利亚、意大利-利比亚                                             | 克里特島戰役、叙黎战役、托布魯克圍城戰                                                                             | 正规军         | 该师由第7步兵师改编组建，1940年6月17日撤销建制，1941年2月17日重新组建。1941年10月10日改编为第70步兵师。 | [ 145 ] [ 147 ] [ 148 ] [ 149 ] |
| 第7步兵师                | 既存                        | 1939年11月3日                 | N/A      | 巴勒斯坦、埃及                                                                          | 未参与实战 | 正规军         | 该师于1939年11月3日改编为第6步兵师。 | [ 150 ]                         |
| 第8步兵师                | 既存 1942年6月2日           | 1939年11月3日 1943年10月31日  |          | 巴勒斯坦、叙利亚                                                                        | 未参与实战 | 正规军         | 原第8师于1940年2月28日解散。1942年6月2日新组建的第8师（代号第8叙利亚师）实为治安部队，主要由后勤人员构成。该重组师于1943年10月31日解散。                                                                            | [ 151 ] [ 152 ]                 |
| 第9高地步兵师            | 既存                        | 1940年8月7日                  |          | 英国                                                                                    | 未参与实战 | 二线国土防卫军 | 该师作为第51高地师的复制部队组建，1940年8月7日改编为第51高地步兵师。 | [ 152 ] [ 153 ]                 |
| 第11非洲师               | 1940年11月24日              | 1941年7月26日                 |          | 英属肯尼亚、意属索马里兰、阿比西尼亚                                                    | 东非战役 | 正规军         | 该师由第1非洲师改编而成 | [ 135 ] [ 133 ]                 |
| 第11东非师               | 1943年2月15日               | N/A                           |          | 东非、锡兰、缅甸、英属印度                                                              | 緬甸戰役 | 正规军         | 该师由肯尼亚、北羅德西亞、尼亞薩蘭、坦噶尼喀和烏干達招募的士兵组成。图中所示为该师首枚部队徽章。战争结束时该师驻防印度。                                                                                            | [ 135 ] [ 154 ] [ 155 ]         |
| 第12（非洲）师           | 1940年11月24日              | 1943年4月18日                 |          | 东非、意属索马里兰、阿比西尼亚                                                          | 东非战役 | 正规军         | 该师由第2非洲师改编组建，1943年4月18日解散。 | [ 156 ] [ 135 ]                 |
| 第12（东部）步兵师       | 1939年10月10日              | 1940年7月11日                 |          | 英国、法国                                                                              | 法國戰役 | 二线国土防卫军 | 作为第44（本土郡）步兵师的复制部队，该师在返回英国后于1940年7月11日解散。 | [ 157 ] [ 152 ]                 |
| 第12师                   | 1942年7月11日               | 1945年1月12日                 |          | 意大利-利比亚                                                                           | 未参与实战 | 正规军         | 该师由第1苏丹国防军旅改编组建，作为第八军团后方交通线的安保部队。1945年1月12日该部队失去师级番号，改编为苏丹国防军集团（北非）。师徽采用白色菱形图案，可能与苏丹国防军徽章同时佩戴。                                | [ 158 ] [ 159 ]                 |
| 第15（苏格兰）步兵师     | 既存                        | N/A                           |          | 英国、法国、比利时、荷兰、德国                                                          | 霸王行动、盟軍由巴黎到萊茵的推進、西方盟军入侵德国                                                                 | 二线国土防卫军 | 该师作为第52（低地）步兵师的复制部队组建，最终在德国境内迎来战争结束。 | [ 160 ] [ 161 ]                 |
| 第18步兵团               | 1939年9月30日               | 1942年2月15日                 |          | 英国、英属印度、马来亚、新加坡                                                          | 新加坡戰役 | 二线国土防卫军 | 该师作为第54（东盎格利亚）步兵师的复制部队组建。1942年2月15日新加坡战役后，其全体官兵被俘。 | [ 161 ] [ 27 ]                  |
| 第23（诺森伯兰）师       | 1939年10月2日               | 1940年6月30日                 |          | 英国、法国                                                                              | 法國戰役 | 二线国土防卫军 | 该师作为第50（诺森伯兰）步兵师的复制部队组建，返回英国后于1940年6月30日解散。 | [ 162 ] [ 163 ]                 |
| 第36步兵师               | 1944年9月1日                | N/A                           |          | 缅甸、英属印度                                                                          | 緬甸戰役 | 正规军         | 该师由第36印度步兵师改编而成，最终在印度迎来战争结束。 | [ 163 ] [ 164 ]                 |
| 第38（威尔士）步兵师     | 1939年9月18日 1944年9月1日  | 1944年8月15日 N/A             |          | 英国                                                                                    | 未参与实战 | 二线国土防卫军 | 该师作为第53（威尔士）步兵师的复制部队组建。1941年12月1日转为低编制部队，1944年8月15日解散。1944年9月1日重组为第38步兵（预备役）师——一个用于替代已解散的第80步兵（预备役）师的训练部队。                            | [ 163 ] [ 141 ] [ 165 ]         |
| 第42（东兰开夏）步兵师   | 既存                        | 1941年11月1日                 |          | 英国、法国、比利时                                                                      | 法國戰役 | 一线国土防卫军 | 1941年11月1日，该师改编重组为第42装甲师。 | [ 166 ] [ 88 ]                  |
| 第43（威塞克斯）步兵师   | 既存                        | N/A                           |          | 英国、法国、比利时、荷兰、德国                                                          | 霸王行动、盟軍由巴黎到萊茵的推進、市場花園行動、西方盟军入侵德国                                                   | 一线国土防卫军 | 该师最终在德国境内迎来战争结束。 | [ 88 ] [ 167 ]                  |
| 第44（本土郡）师         | 既存                        | 1943年1月31日                 |          | 英国、法国、埃及                                                                        | 法國戰役、第二次阿拉曼战役                                                                                         | 一线国土防卫军 | 该师在埃及解散，所属部队被分散补充至其他部队以维持其兵力。 | [ 168 ] [ 169 ] [ 82 ]          |
| 第45步兵师               | 既存                        | N/A                           |          | 英国                                                                                    | 未参与实战 | 二线国土防卫军 | 该师作为第43（威塞克斯）步兵师的复制部队组建。1941年12月转为低编制部队，1944年8月30日解散。同年9月1日重组为第45（补充兵）师以取代第77（预备役）师，并于1944年12月1日更名为第45师。                                  | [ 169 ] [ 170 ]                 |
| 第46步兵师               | 1939年10月2日               | N/A                           |          | 英国、法国、突尼斯、意大利、埃及、巴勒斯坦、希腊、奥地利                                | 法國戰役、突尼西亞戰役、義大利戰役、希腊内战                                                                       | 二线国土防卫军 | 该师作为第49（西赖丁）步兵师的复制部队组建，最终在奥地利结束战争。 | [ 169 ] [ 171 ]                 |
| 第48步兵师               | 既存                        | N/A                           |          | 英国、法国、比利时                                                                      | 法國戰役 | 一线国土防卫军 | 该师于1941年11月转为低编制部队。1942年12月20日改编为第48步兵（预备役）师。 | [ 141 ] [ 172 ] [ 142 ]         |
| 第49（西赖丁）步兵师     | 既存                        | N/A                           |          | 英国、冰岛、法国、比利时、荷兰                                                          | 霸王行动、盟軍由巴黎到萊茵的推進、西方盟军入侵德国                                                                 | 一线国土防卫军 | 该师改编为雪花石膏部队执行占领冰岛任务。1942年返回英国后重组为第49（西赖丁）步兵师，战争末期在荷兰战场隶属加拿大军队指挥。                                                                                          | [ 173 ] [ 174 ]                 |
| 第50（诺森伯兰）步兵师   | 既存                        | N/A                           |          | 英国、法国、比利时、埃及、塞浦路斯、伊拉克、叙利亚、意大利-利比亚、突尼斯、意大利、挪威 | 法國戰役、西部沙漠战役、突尼西亞戰役、西西里島戰役、霸王行动、西方盟军入侵德国                                     | 一线国土防卫军 | 该师开战时为摩托化师编制，1940年6月重组为步兵师。1944年12月16日从欧洲战场撤回后，改编为第50步兵（预备役）师——一个训练部队。1945年8月1日，师部移驻挪威并改编为英国驻挪威陆军部队。                                   | [ 141 ] [ 174 ] [ 175 ]         |
| 第51高地师               | 既存 1940年8月7日           | N/A                           |          | 英国、法国、比利时、埃及、意大利-利比亚、突尼斯、意大利、荷兰、德国                     | 法國戰役、西部沙漠战役、突尼西亞戰役、西西里島戰役、義大利戰役、霸王行动、盟軍由巴黎到萊茵的推進、西方盟军入侵德国 | 一线国土防卫军 | 该师1940年在法国被俘后，于同年8月7日通过改编英国本土的第9高地步兵师重建。战争结束时该师驻防德国。 | [ 19 ] [ 176 ]                  |
| 第52（低地）步兵师       | 既存                        | N/A                           |          | 英国、法国、比利时、荷兰、德国                                                          | 盟軍由巴黎到萊茵的推進、西方盟军入侵德国                                                                           | 一线国土防卫军 | 该师于1940年6月敦刻尔克撤退后被部署至法国七天。返回英国后，先接受山地师训练，后转为机降作战训练。但最终均未以这两种角色投入实战，而是于1944年10月以步兵师编制参战。战争结束时该师驻防德国。                         | [ 176 ] [ 177 ]                 |
| 第53（威尔士）步兵师     | 既存                        | N/A                           |          | 英国、法国、比利时、荷兰、德国                                                          | 霸王行动、盟軍由巴黎到萊茵的推進、西方盟军入侵德国                                                                 | 一线国土防卫军 | 该师最终在德国境内迎来战争结束。 | [ 178 ] [ 179 ]                 |
| 第54（东盎格利亚）步兵师 | 既存                        | 1943年12月14日                |          | 英国                                                                                    | 未参与实战 | 一线国土防卫军 | 该师于1942年1月转为低编制部队，1943年12月14日解散。 | [ 179 ] [ 180 ]                 |
| 第55（西兰开夏）步兵师   | 既存                        | N/A                           |          | 英国                                                                                    | 未参与实战 | 一线国土防卫军 | 战争初期该师为摩托化师编制，1940年6月重组为步兵部队。1942年1月转为低编制部队，1944年5月恢复高编制。此后该师兵力持续抽调直至名存实亡，但番号仍保留用于欺敌目的。                                                     | [ 179 ] [ 181 ] [ 182 ]         |
| 第59（斯塔福德郡）步兵师 | 1939年9月15日               | 1944年10月19日                |          | 英国、法国                                                                              | 霸王行动 | 二线国土防卫军 | 该师作为第55（西兰开夏）步兵师的复制部队组建。开战时为摩托化师编制，1940年6月重组为步兵师。诺曼底战役结束时，该师被拆分为其他部队提供增援。1944年10月19日师部进入“休眠状态”，此后未再重建。                         | [ 137 ] [ 183 ] [ 184 ]         |
| 第61步兵师               | 既存                        | N/A                           |          | 英国                                                                                    | 未参与实战 | 二线国土防卫军 | 该师作为第48步兵师的复制部队组建。挪威战役期间师部曾部署至挪威，但该师整体未投入作战。1945年8月，该师改编为轻型师。                                                                                                 | [ 137 ] [ 185 ]                 |
| 第66步兵师               | 1939年9月27日               | 1940年6月23日                 |          | 英国                                                                                    | 未参与实战 | 二线国土防卫军 | 该师作为第42（东兰开夏）步兵师的复制部队组建，1940年6月23日解散。 | [ 137 ] [ 186 ]                 |
| 第70步兵师               | 1941年10月10日              | 1943年11月24日                |          | 意属利比亚、埃及、英属印度                                                              | 托布魯克圍城戰 | 正规军         | 该师由第6步兵师改编组建。1943年9月被编入钦迪特部队，开始将所属部队重组为远程渗透部队。1943年10月24日停止运作，同年11月24日正式解散。                                                                                | [ 187 ] [ 150 ]                 |
| 第76步兵师               | 1941年11月18日              | 1944年9月1日                  |          | 英国                                                                                    | 未参与实战 | 正规军         | 该师由诺福克郡师改编为低编制部队组建，1942年12月20日改编为第76步兵（预备役）师——一个训练部队，1944年9月1日解散。 | [ 187 ] [ 141 ] [ 188 ]         |
| 第77步兵师               | 1941年12月1日               | 1944年9月1日                  |          | 英国                                                                                    | 未参与实战 | 正规军         | 该师由德文郡和康沃尔郡师改编为低编制部队组建，1942年12月20日改编为第77步兵（预备役）师——一个训练部队。1943年12月1日更名为第77补充兵师，负责人员临时收容、复训及分配。1944年9月1日解散。                             | [ 187 ] [ 141 ] [ 188 ]         |
| 第78步兵师               | 1942年5月25日               | N/A                           |          | 英国、突尼斯、意大利、奥地利                                                            | 突尼西亞戰役、西西里島戰役、義大利戰役                                                                             | 正规军         | 该师最终在奥地利境内迎来战争结束。 | [ 187 ] [ 189 ]                 |
| 第80步兵师               | 1943年1月1日                | 1944年9月1日                  |          | 英国                                                                                    | 未参与实战 | 正规军         | 该师作为训练部队组建，并于1944年9月1日解散。 | [ 141 ] [ 188 ] [ 190 ]         |
| 第81西非师               | 1943年3月1日                | N/A                           |          | 尼日利亚、英属印度、缅甸                                                                | 緬甸戰役 | 正规军         | 该师由尼日利亚、黄金海岸及塞拉利昂招募士兵组建，其最初番号第1西非师仅使用三天。战争结束时该师驻防印度。 | [ 191 ] [ 192 ]                 |
| 第82西非师               | 1943年8月1日                | N/A                           |          | 尼日利亚、英属印度、缅甸                                                                | 緬甸戰役 | 正规军         | 该师由尼日利亚、黄金海岸及塞拉利昂招募的士兵组成，最终在缅甸结束战争。 | [ 192 ] [ 193 ]                 |
| 博曼师                   | 1940年5月29日               | 1940年6月                     | N/A      | 法国                                                                                    | 法國戰役 | 正规军         | 由现有部队临时编组用于防守鲁昂和第厄普的应急师，缺乏常规师级支援部队。该师于1940年6月17日从法国撤离后解散。 | [ 194 ] [ 17 ] [ 195 ]          |
| 皇家海军陆战师           | 1940年8月                   | 1943年4月                     |          | 英国                                                                                    | 未以师级建制参与实战                                                                                               | 海军陆战队     | 该师于1943年4月解散，所属人员或接受登陆艇操作训练，或加入突击队并协助组建六个新的皇家海军陆战队部队。 | [ 196 ] [ 197 ] [ 198 ]         |
| Y师                      | 1943年2月                   | 1943年3月16日                 | N/A      | 突尼斯                                                                                  | 突尼西亞戰役 | 正规军         | 突尼斯战役期间组建的临时作战编队，1943年3月16日解散。 | [ 199 ] [ 200 ]                 |

## 脚注

### 引文
1. ↑  French (2001)，第63–64頁.
2. ↑  Dear & Foot (2001)，第48頁.
3. ↑  Fraser (1999)，第85頁.
4. ↑  French (2001)，第15頁.
5. ↑  Butler (1957)，第3–6頁.
6. ↑  Perry (1988)，第49頁.
7. ↑  Joslen (2003)，第13–15, 19–21, 35–36, 39–40, 43–53頁.
8. ↑  Gibbs (1976)，第54, 263頁.
9. ↑  French (2001)，第53–54頁.
10. 1 2  Perry (1988)，第41–42頁.
11. 1 2  Butler (1957)，第27頁.
12. 1 2  Gibbs (1976)，第518頁.
13. ↑  Perry (1988)，第48頁.
14. ↑  Levy (2006)，第66頁.
15. ↑  Butler (1957)，第27, 32頁.
16. ↑  French (2001)，第157頁.
17. 1 2  Karslake (1979)，第249–251頁.
18. ↑  Fraser (1999)，第72–77頁.
19. 1 2  Joslen (2003)，第83–84頁.
20. 1 2  French (2001)，第189–191頁.
21. 1 2  Perry (1988)，第54頁.
22. ↑  王涛 & 曹峰毓 (2019)，第2022頁.
23. ↑  Joslen (2003)，第118–119, 419–421, 432–434頁.
24. ↑  Perry (1988)，第55頁.
25. 1 2 3 4  French (2001)，第188頁.
26. 1 2  Joslen (2003)，第16頁.
27. 1 2  Joslen (2003)，第60–61頁.
28. ↑  Joslen (2003)，第121, 123, 125頁.
29. ↑  Messenger (1994)，第122頁.
30. ↑  Allport (2015)，第216頁.
31. ↑  French (2001)，第189頁.
32. ↑  Perry (1988)，第74頁.
33. ↑  Otway (1990)，第21頁.
34. ↑  Harclerode (2006)，第204–205, 218頁.
35. ↑  Tugwell (1971)，第123頁.
36. ↑  Joslen (2003)，第104–107頁.
37. 1 2 3  Joslen (2003)，第132–133頁.
38. ↑  Messenger (1994)，第112頁.
39. ↑  Flint (2004)，第90頁.
40. ↑  Flint (2004)，第28, 46, 56, 106–107, 138頁.
41. ↑  . Ministry of Defence. 2004-03-26  [2011-08-12]. （原始内容存档于2006-11-01）.
42. ↑  Cherry (1999)，第152頁.
43. 1 2  . Imperial War Museum.   [2021-05-07]. （原始内容存档于2021-09-09）.
44. ↑  Joslen (2003)，第104–105頁.
45. ↑  Joslen (2003)，第106–107頁.
46. ↑  . London Gazette. 1947-12-16.
47. ↑  Forty (2013)，The Combat Arms, AA Command.
48. ↑  Gibbs (1976)，第464頁.
49. 1 2 3 4 5 6 7 8 9 10 11 12  . London Gazette. 1947-12-16.
50. ↑  Cole (1950)，第54, 77頁.
51. 1 2  Cole (1950)，第54, 78頁.
52. ↑  Cole (1950)，第55, 78頁.
53. ↑  Cole (1950)，第55, 79頁.
54. ↑  Cole (1950)，第55, 80頁.
55. ↑  Cole (1950)，第55頁.
56. 1 2 3 4 5  Lord & Watson (2003)，第251頁.
57. 1 2 3 4  Cole (1950)，第56頁.
58. ↑  Lord & Watson (2003)，第170頁.
59. ↑  Cole (1950)，第57頁.
60. 1 2 3  Joslen (2003)，第3, 128–129頁.
61. ↑  Chamberlain & Ellis (1981)，第204頁.
62. ↑  Newbold (1988)，第422, 426頁.
63. ↑  Ellis (1954)，第254頁.
64. ↑  Jackson (2006)，第84頁.
65. ↑  Ellis et al. (2004)，第336頁.
66. 1 2  Joslen (2003)，第4–5頁.
67. 1 2  French (2001)，第37–42, 269–270頁.
68. ↑  Buckley (2006)，第34頁.
69. ↑  Crow (1972)，第34, 38頁.
70. ↑  Molony et al. (2004)，第256頁.
71. ↑  Jackson & Gleave (2004)，第233頁.
72. ↑  Joslen (2003)，第226頁.
73. ↑  Joslen (2003)，第11–12頁.
74. 1 2 3  Cole (1950)，第32頁.
75. ↑  Joslen (2003)，第13–15頁.
76. 1 2 3  Cole (1950)，第33頁.
77. ↑  Joslen (2003)，第17–18頁.
78. ↑  Joslen (2003)，第19–21頁.
79. ↑  Joslen (2003)，第22頁.
80. 1 2 3  Cole (1950)，第34頁.
81. ↑  Playfair et al. (2004)，第8頁.
82. 1 2  Perry (1988)，第69頁.
83. ↑  Joslen (2003)，第23頁.
84. ↑  Joslen (2003)，第25–26頁.
85. ↑  Joslen (2003)，第27–28頁.
86. 1 2  Cole (1950)，第35頁.
87. ↑  Joslen (2003)，第29頁.
88. 1 2 3  Cole (1950)，第41頁.
89. ↑  Joslen (2003)，第30–32頁.
90. ↑  French (2001)，第221–222頁.
91. ↑  Joslen (2003)，第33頁.
92. ↑  Fraser (1999)，第83頁.
93. 1 2  Perry (1988)，第53頁.
94. ↑  Forty (2013)，County Divisions.
95. ↑  Churchill & Gilbert (2001)，第1321頁.
96. 1 2  Joslen (2003)，第108頁.
97. ↑  Messenger (1994)，第61頁.
98. ↑  Goldstein & McKercher (2003)，第274頁.
99. ↑  Perry (1988)，第53–54, 65頁.
100. 1 2 3 4 5  Cole (1950)，第58頁.
101. ↑  Joslen (2003)，第109頁.
102. ↑  Joslen (2003)，第110頁.
103. ↑  Joslen (2003)，第111頁.
104. ↑  Joslen (2003)，第112頁.
105. ↑  Joslen (2003)，第113頁.
106. 1 2 3 4  Cole (1950)，第59頁.
107. ↑  Joslen (2003)，第114頁.
108. ↑  . Imperial War Museum.   [2021-05-07].
109. ↑  Joslen (2003)，第115頁.
110. ↑  Daniell (1957)，第108頁.
111. ↑  Joslen (2003)，第116頁.
112. ↑  Joslen (2003)，第117頁.
113. ↑  French (2001)，第27, 29, 31頁.
114. 1 2  Joslen (2003)，第130–133頁.
115. ↑  French (2001)，第37–41頁.
116. ↑  Joslen (2003)，第37, 41, 61, 90頁.
117. ↑  Allport (2015)，第323頁.
118. ↑  French (2001)，第53頁.
119. ↑  Simkins (2007)，第43–46頁.
120. ↑  Messenger (1994)，第47, 49頁.
121. ↑  Perry (1988)，第65頁.
122. ↑  French (2001)，第186頁.
123. ↑  Playfair et al. (2004)，第25–26頁.
124. ↑  Hart (2007)，第52頁.
125. ↑  Jackson (2006)，第123頁.
126. ↑  Playfair et al. (2004)，第7頁.
127. ↑  Crow (1972)，第35–36頁.
128. ↑  Buckley (2006)，第77–78頁.
129. ↑  Buckley (2006)，第15頁.
130. ↑  Joslen (2003)，第34頁.
131. ↑  Joslen (2003)，第35–36頁.
132. 1 2 3  Cole (1950)，第36頁.
133. 1 2  Joslen (2003)，第118, 419–420, 432–433頁.
134. 1 2  Playfair et al. (2004)，第181頁.
135. 1 2 3 4 5  Cole (1950)，第91頁.
136. ↑  Joslen (2003)，第37–38頁.
137. 1 2 3 4  Cole (1950)，第47頁.
138. ↑  Joslen (2003)，第39–40頁.
139. ↑  Joslen (2003)，第119–120, 421–422, 434–435頁.
140. ↑  Joslen (2003)，第41–42頁.
141. 1 2 3 4 5 6 7  Forty (2013)，Reserve Divisions.
142. 1 2  Cole (1950)，第43頁.
143. ↑  Joslen (2003)，第43–44頁.
144. ↑  Joslen (2003)，第45–46頁.
145. 1 2 3  Cole (1950)，第37頁.
146. ↑  Joslen (2003)，第47–48頁.
147. ↑  Joslen (2003)，第49–51, 258, 266頁.
148. ↑  Long (1953)，第281–285頁.
149. ↑  Playfair et al. (2004)，第207, 209頁.
150. 1 2  Joslen (2003)，第49–51頁.
151. ↑  Joslen (2003)，第53–54頁.
152. 1 2 3  Cole (1950)，第38頁.
153. ↑  Joslen (2003)，第55頁.
154. ↑  Joslen (2003)，第121–122, 419, 423–424頁.
155. ↑  . Imperial War Museum.   [2021-02-26]. （原始内容存档于2020-09-21）.
156. ↑  Joslen (2003)，第119–120, 421—422, 434–435頁.
157. ↑  Joslen (2003)，第56頁.
158. ↑  Joslen (2003)，第57頁.
159. ↑  . Imperial War Museum.   [2021-02-26]. （原始内容存档于2019-04-09）.
160. ↑  Joslen (2003)，第58–59頁.
161. 1 2  Cole (1950)，第39頁.
162. ↑  Joslen (2003)，第62頁.
163. 1 2 3  Cole (1950)，第40頁.
164. ↑  Joslen (2003)，第63–64頁.
165. ↑  Joslen (2003)，第65–66頁.
166. ↑  Joslen (2003)，第68頁.
167. ↑  Joslen (2003)，第69–70頁.
168. ↑  Joslen (2003)，第71–72頁.
169. 1 2 3  Cole (1950)，第42頁.
170. ↑  Joslen (2003)，第73–74頁.
171. ↑  Joslen (2003)，第75–76頁.
172. ↑  Joslen (2003)，第77–78頁.
173. ↑  Joslen (2003)，第79–80, 331–332頁.
174. 1 2  Cole (1950)，第44頁.
175. ↑  Joslen (2003)，第81–82頁.
176. 1 2  Cole (1950)，第45頁.
177. ↑  Joslen (2003)，第85–86頁.
178. ↑  Joslen (2003)，第87–88頁.
179. 1 2 3  Cole (1950)，第46頁.
180. ↑  Joslen (2003)，第89頁.
181. ↑  Joslen (2003)，第90–91頁.
182. ↑  Holt (2004)，第922頁.
183. ↑  Joslen (2003)，第93–94頁.
184. ↑  Holborn (2010)，第146頁.
185. ↑  Joslen (2003)，第95–96頁.
186. ↑  Joslen (2003)，第97頁.
187. 1 2 3 4  Cole (1950)，第48頁.
188. 1 2 3  Joslen (2003)，第99頁.
189. ↑  Joslen (2003)，第101–102頁.
190. ↑  Cole (1950)，第49頁.
191. ↑  Joslen (2003)，第123–124, 436, 439, 440頁.
192. 1 2  Cole (1950)，第92頁.
193. ↑  Joslen (2003)，第125–126, 433–434, 438頁.
194. ↑  Ellis (1954)，第253, 279–281頁.
195. ↑  . London Gazette (Supplement). 1940-08-13. and . London Gazette (Supplement). 1946-05-21.
196. ↑  Messenger (1991)，第123頁.
197. ↑  Speller (2001)，第29頁.
198. ↑  Cole (1950)，第95頁.
199. ↑  Doherty (1993)，第41頁.
200. ↑  Joslen (2003)，第373頁.

## 扩展阅读
- . Egypt: British Army. 1942. OCLC 551184856.